# Biet Debre Sina
Biet Debre Sina  (o Dabra-Sina, o «Casa del Monte Sinaí») es una iglesia de culto ortodoxo etíope situada en Lalibela, en la región de Amhara (Etiopía). Es una de las iglesias rupestres de dicha ciudad que fueron declaradas Patrimonio de la Humanidad por la Unesco en el año 1978, formando parte del grupo septentrional.
Según ciertos autores, Biet Mikael y Biet Debre Sina son un único edificio, siendo «Debre Sina» su nombre antiguo.

## Descripción
De tipo monolítico, la iglesia está encajada en la roca a gran profundidad.
Por el sur, Biet Debre Sina tiene una fachada libre de una longitud de 11 metros, y también es visible un tramo de unos 9,5 metros de su lado este.
La iglesia se alza sobre un basamento de tipo Aksum de tres alturas, midiendo el conjunto del edificio unos 11,5 metros de alto.
Con excepción de una cornisa rectangular y de dos filas de ventanas, no se aprecia ninguna decoración en los muros.
La iglesia está formada por tres naves orientadas hacia el este, de 5 metros de alto, 8,5 de ancho y 9,5 de profundidad. El interior de la iglesia está dividido en cinco tramos por dos filas de columnas cruciformes dispuestas de forma irregular. Los capiteles, de aristas romas, están ornados de motivos en forma de cruz y bordeados por una cornisa. También se observan arcos que parten de las impostas de la cornisa, pilastras y bandas decorativas.
El coro de la iglesia no está rodeado de paredes, y su estructura es poco elaborada. El techo no está decorado.
Hay una entrada situada en el segundo tramo sur que da acceso a la iglesia. Al oeste, otra entrada une la nave central con el basamento. Las puertas situadas en el muro norte se abren sobre el segundo y quinto tramo de la iglesia de Biet Mikael.